# Bahnhof Bern
Der Bahnhof Bern ist der zentrale Bahnhof der Stadt Bern. Er ist nach Zürich Hauptbahnhof der zweitgrösste Personenbahnhof der Schweiz. Er wird betrieben von den Schweizerischen Bundesbahnen (SBB), der BLS AG (BLS) und der Schmalspurbahn Regionalverkehr Bern–Solothurn (RBS). Er ist Knotenpunkt der S-Bahn Bern der Stadt Bern.

## Lage
Der Bahnhof Bern liegt am Westrand der Altstadt. Sein Empfangsgebäude mit südlichem Hauptzugang befindet sich zwischen Burgerspital und Heiliggeistkirche. Die Gleise und Bahnsteige verlaufen im Bogen zwischen Richtung Nordost und West. An demselben Ort befand sich bis 1860 das Schallenhaus, das erste Gefängnis der Schweiz.

## Geschichte

### Provisorischer Bahnhof Wylerfeld von 1857

Bern 1858, Vogelschauansicht von Westen, Bahnhof im Vordergrund

Kopfbahnhof von 1860, Plan

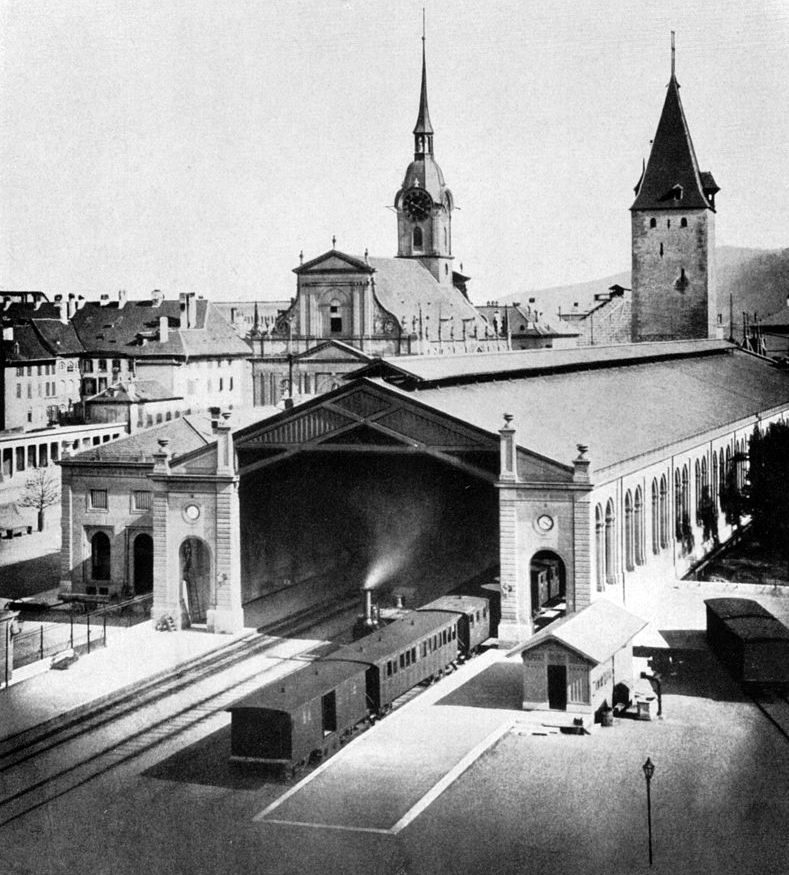
Kopfbahnhof von 1860, Einfahrt

Kopfbahnhof von 1860, Empfangsgebäude

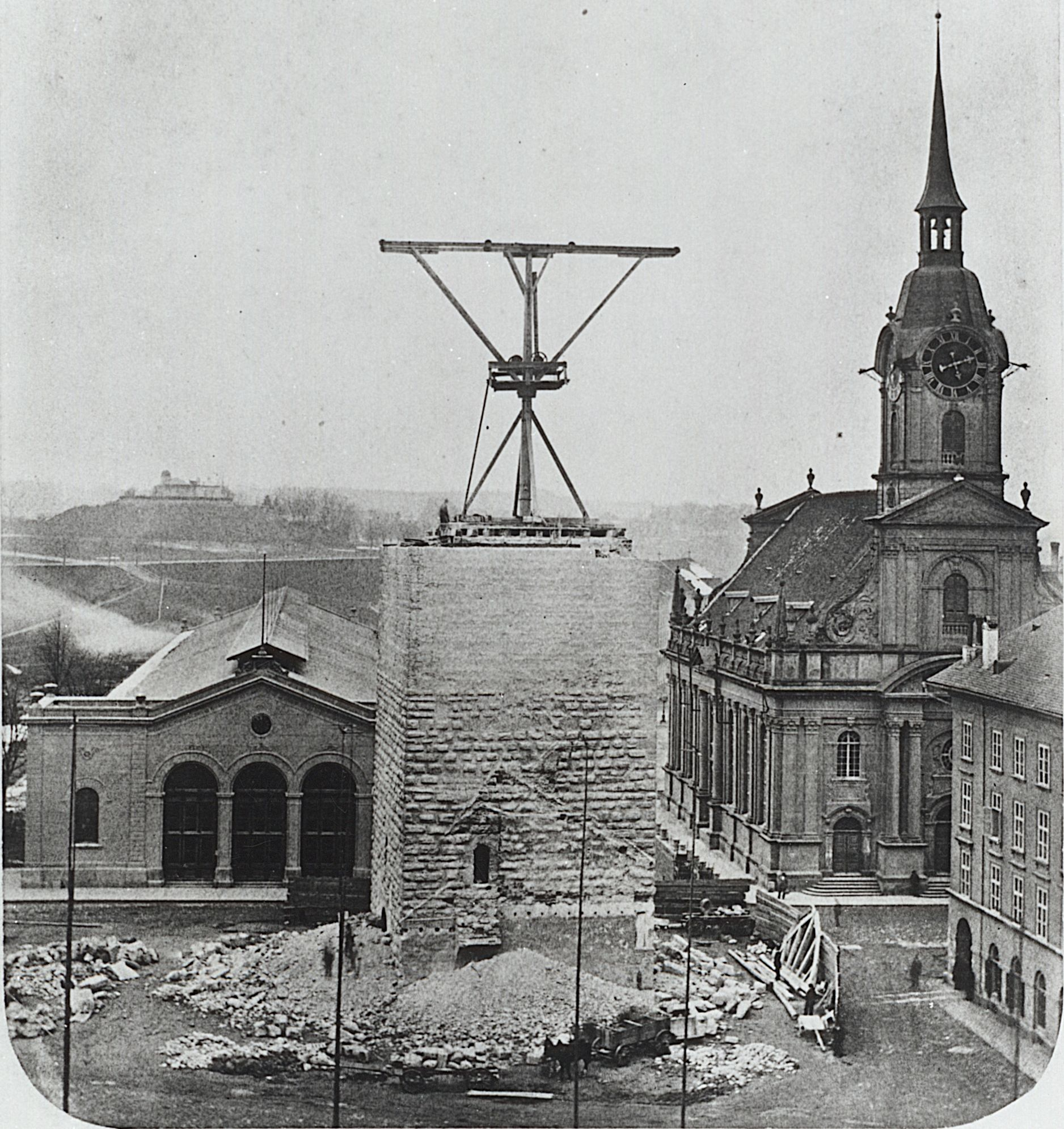
Christoffelturm: Abbruch 1864
links:Kopfbahnhof-Gleishalle
rechts:Heiliggeistkirche

Durchgangsbahnhof von 1891, Plan

Die 1857 von der Schweizerischen Centralbahn (SCB) gebaute Bahnstrecke Olten–Bern endete wegen einer noch fehlenden Brücke über die tief unter der Stadt fliessende Aare vorerst ausserhalb der Stadt im Wylerfeld. Von diesem ersten Berner Bahnhof wurden die Reisenden dann mit Postkutschen ins Zentrum befördert.
Am 15. November 1858 war die sogenannte Rote Brücke über die Aare fertiggestellt, und die Züge konnten zur Innenstadt weiterfahren. Mit dem Bau eines zentralen Empfangsgebäudes war man noch in Verzug, so dass die Züge eine Zeit lang daran vorbei nach Westen bis zum nahen Güterbahnhof Villette fuhren und die Reisenden dort empfangen wurden.

### Bahnhof von 1860
Der neben der Heiliggeistkirche und nach Süden zum Christoffelturm gerichtete Kopfbahnhof mit einer viergleisigen Bahnhofshalle wurde im Auftrag der Schweizerischen Centralbahn unter der Leitung ihres Chefarchitekten Ludwig Maring und des Ingenieurs Wilhelm Pressel erstellt. Mit dem Bau wurde am 12. Februar 1858 begonnen, und am 1. Mai 1860 konnte der Bahnhof eingeweiht werden.
1864 wurde der im 14. Jahrhundert als Teil der Stadtmauer errichtete Christoffelturm abgebrochen, um Platz vor dem Bahnhof zu schaffen. Die Fundamente des Turms wurden 1974 freigelegt und in der unter dem Bahnhofplatz angelegten Christoffelunterführung sichtbar gemacht.

### Bahnhof von 1891
1860 wurde die Verlängerung der Strecke Olten–Bern bis in die Nähe von Freiburg/Fribourg mit westlichem Ausgang hinter dem Kopfbahnhof in Betrieb genommen. Um das für die Anfahrt des Kopfbahnhofs erforderliche Spitzkehrmanöver zu vermeiden, wurde 1870 von der Schweizerischen Centralbahn ein Projekt mit quer zu den bisherigen Kopfgleisen liegenden, hinter dem Burgerspital nach Westen durchgehenden Gleisen (Durchgangsbahnhof) vorgeschlagen und bis 1891 verwirklicht. Für den Bau musste ein Teil der am Nordrand des Bahnhofs befindlichen Böschung der Grossen Schanze abgetragen werden. Das von den Kopfgleisen befreite Empfangsgebäude wurde weiter benutzt.
Im Jahr 1897 wurde das Empfangsgebäude durch einen Brand vollständig zerstört, danach aber im gleichen Stil wieder aufgebaut. In der Nacht vom 10. Juli 1902 brannte es erneut. Die Feuerwehr konnte den Brand nach anderthalb Stunden unter Kontrolle bringen, besonders stark beschädigt wurden die Unterkünfte des Buffet-Personals.
1930 wurde das Empfangsgebäude um 30 Meter verkürzt, wobei seine stirnseitige, gleisferne Fassade zurückversetzt wurde.

### RBS-Bahnhof Bern
1965 wurde der etwa rechtwinklig unter die SBB- und BLS-Gleisanlagen (Normalspur) neu gebaute Kopfbahnhof der Regionallinie Bern–Solothurn (Meterspur) eingeweiht.

### Empfangsgebäude von 1974

Flugaufnahme 1967, während des Baus eines Parkdachs über den Gleisen; links, nahe der Heiliggeistkirche, das alte, 1930 leicht verkürzte Empfangsgebäude

Seit 1914 wurde der Neubau eines dem Durchgangsbahnhof angepassten Empfangsgebäudes am gleichen Ort oder westlicher diskutiert. 1956 wurde in einer Abstimmung beschlossen, das alte Gebäude durch einen breiteren und nochmals kürzeren (Fassade jetzt etwa beim gleisnahen Ende des Burgerspitals) Neubau am gleichen Ort zu ersetzen. 1957 wurde mit dem Bau unter der Leitung des späteren SBB-Generaldirektors Roger Desponds begonnen; 1974 wurde das neue Gebäude, ein teilweise mit Glas verkleideter Stahlbetonbau im für die 1960er und frühen 1970er Jahre typischen Baustil, eingeweiht. Der Bahnhof blieb für Fussgänger durch den motorisierten Verkehr von der Innenstadt abgeschnitten, der Bahnhofplatz für Fussgänger nicht begehbar.
In einer Projektstudie forderte das Berner Architekturbüro Atelier 5 im Jahr 1989 eine Umgestaltung des Gebäudes mit einem neuen Haupteingang zu einem weitgehend verkehrsfreien Bahnhofplatz mit ebenerdigen Fussgängerverbindungen zur Innenstadt. In den Folgejahren wurden Teile dieser Studie in veränderter Form und von anderen Architekten verwirklicht. Der Bahnhofplatz ist heute (2024) immer noch nicht verkehrsfrei.

### Unfall vom 29. September 1982
Am 29. September 1982 versuchte der Lokomotivführer eines Schnellzuges Olten–Genf, eine Verspätung aufzuholen. Bei der Ausfahrt aus dem Bahnhof fuhr er mit 120 statt 40 km/h über eine Weiche in ablenkender Stellung. Die Entgleisung forderte 15 Verletzte. Das üblicherweise benutzte Gleis, auf dem eine Geschwindigkeit von 140 km/h erlaubt gewesen wäre, war wegen Fahrleitungsarbeiten nicht benutzbar.

### 1999 bis 2004

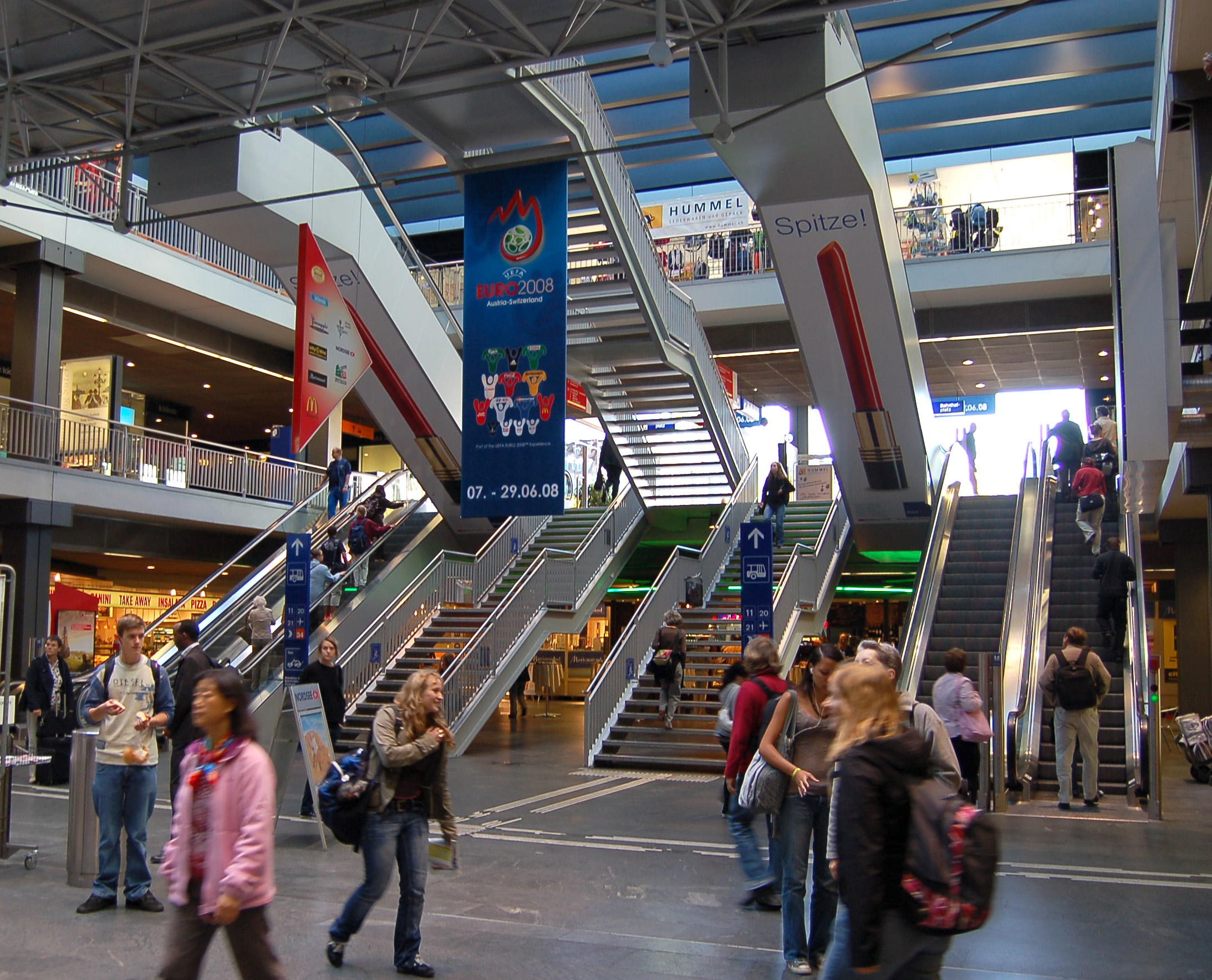
Empfangsgebäude: Blick von innen auf die Hauptfassade

Ab 1999 konnten vom Atelier 5 weitere Umbauten realisiert werden. Das Empfangsgebäude erhielt 2003 eine modernere Fassade.

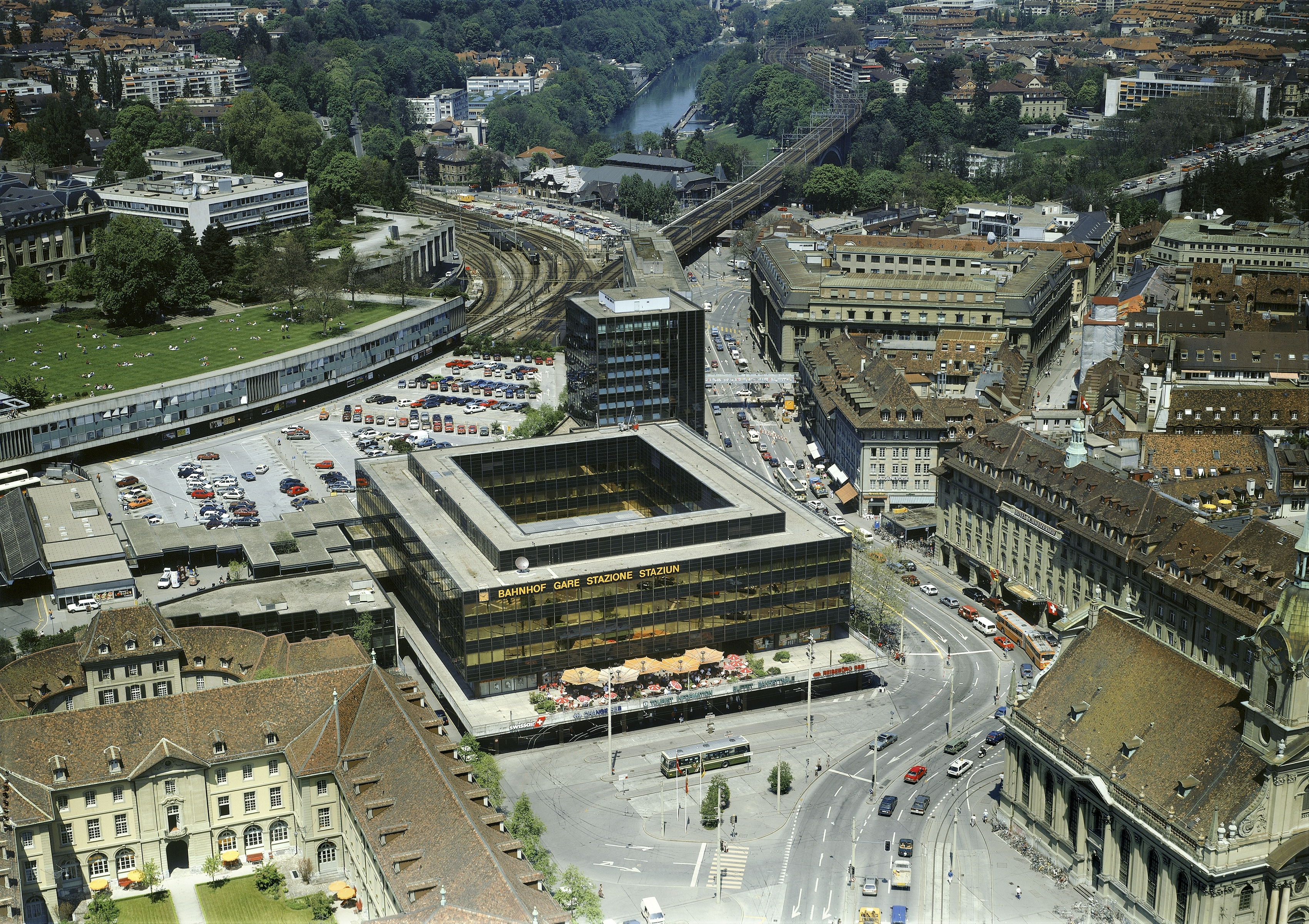
Bahnhof Bern. Das neue Bahnhofsgebäude wurde 1974 gebaut.

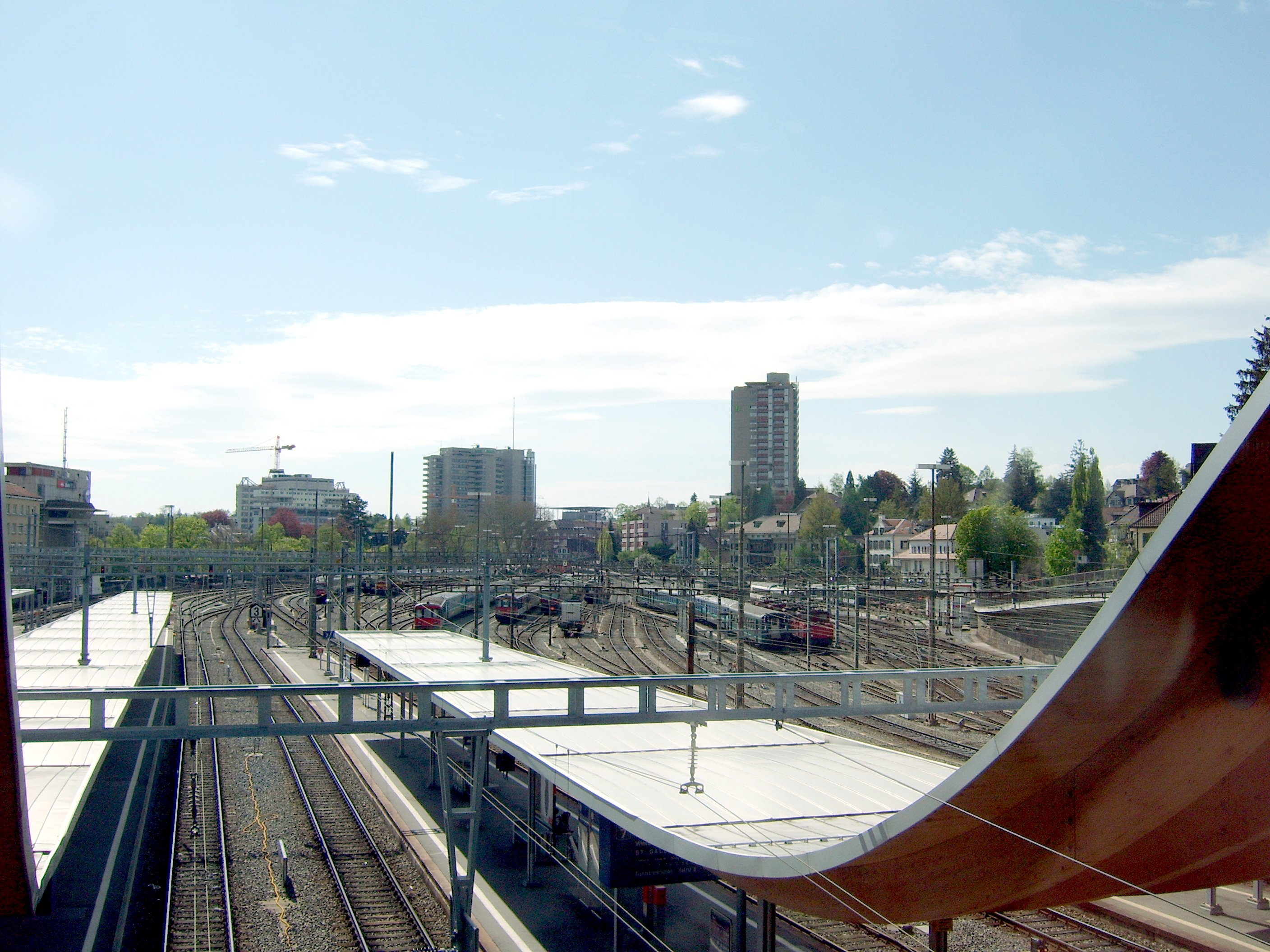
«Welle» und Westeinfahrt Bahnhof Bern

Geschaffen wurde ein Einkaufszentrum, dessen Geschäfte abends längere Öffnungszeiten haben als diejenigen in der übrigen Stadt und auch übers Wochenende geöffnet sind, da die gesetzlichen Ladenöffnungszeiten der Gemeinden nicht für die Liegenschaften der SBB gelten.
Die Gestaltung des Grossbahnhofes folgte einem Designkonzept, das die Funktion des Bahnhofs als Verkehrsknotenpunkt hervorhebt, hinter der diejenige der Einkaufsmöglichkeiten zurücktreten muss. Farben, Werbehinweise, Schaufensterrahmen und Beschriftung sind am Corporate Design der SBB orientiert.
Am 12. Dezember 2004 wurde zum Fahrplanwechsel im Rahmen der Bahn 2000 die Welle von Bern (Perrondächer über den nach Westen verlängerten Bahnsteigen und zusätzlicher Bahnhofszugang von der Schanzenbrücke aus) in Betrieb genommen.

## Gegenwart

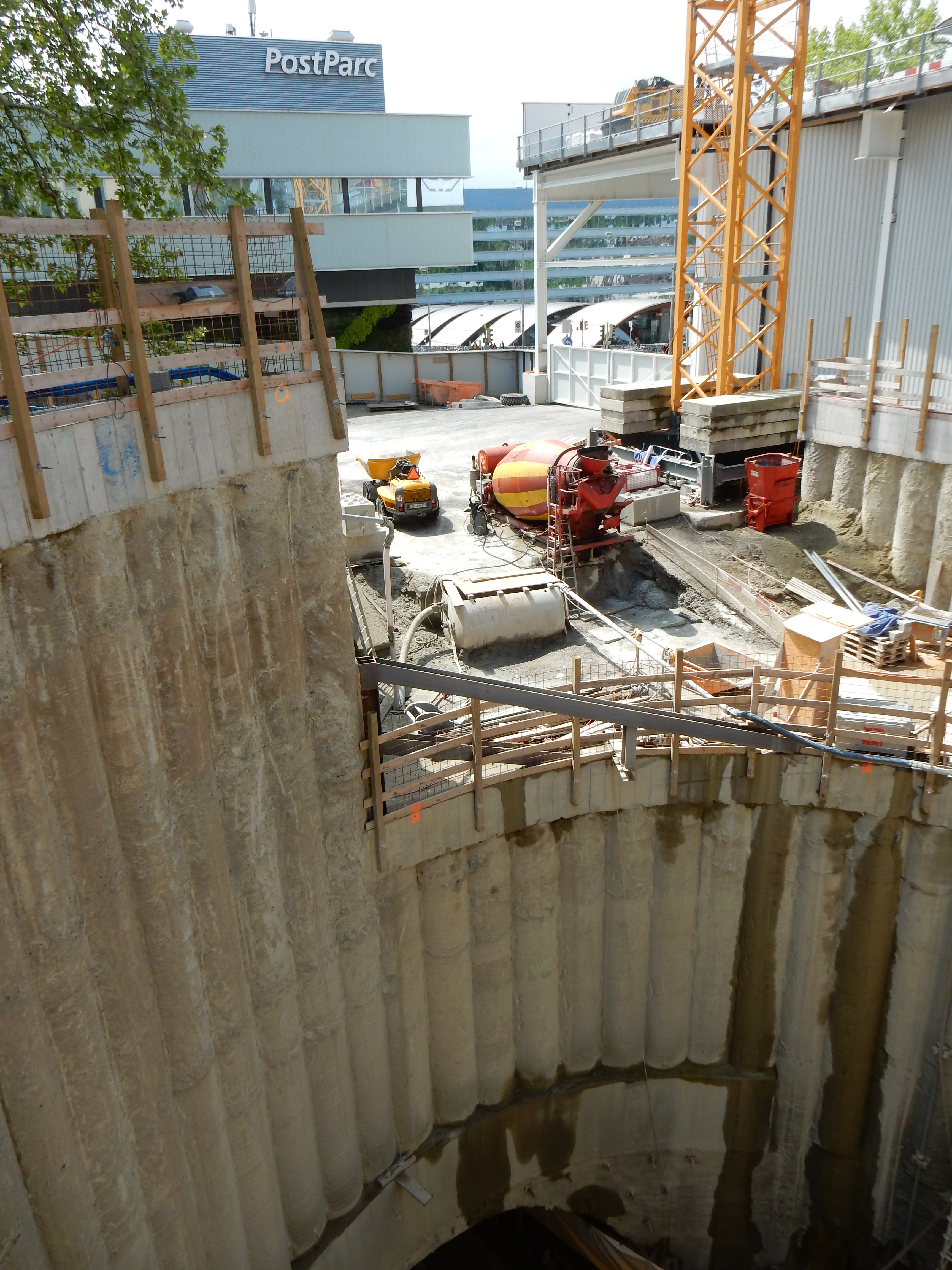
Baustelle auf der Grossen Schanze 2019: neue Fussgänger-Unterführung, Blick Richtung Schanzenbrücke (stadteinwärts)

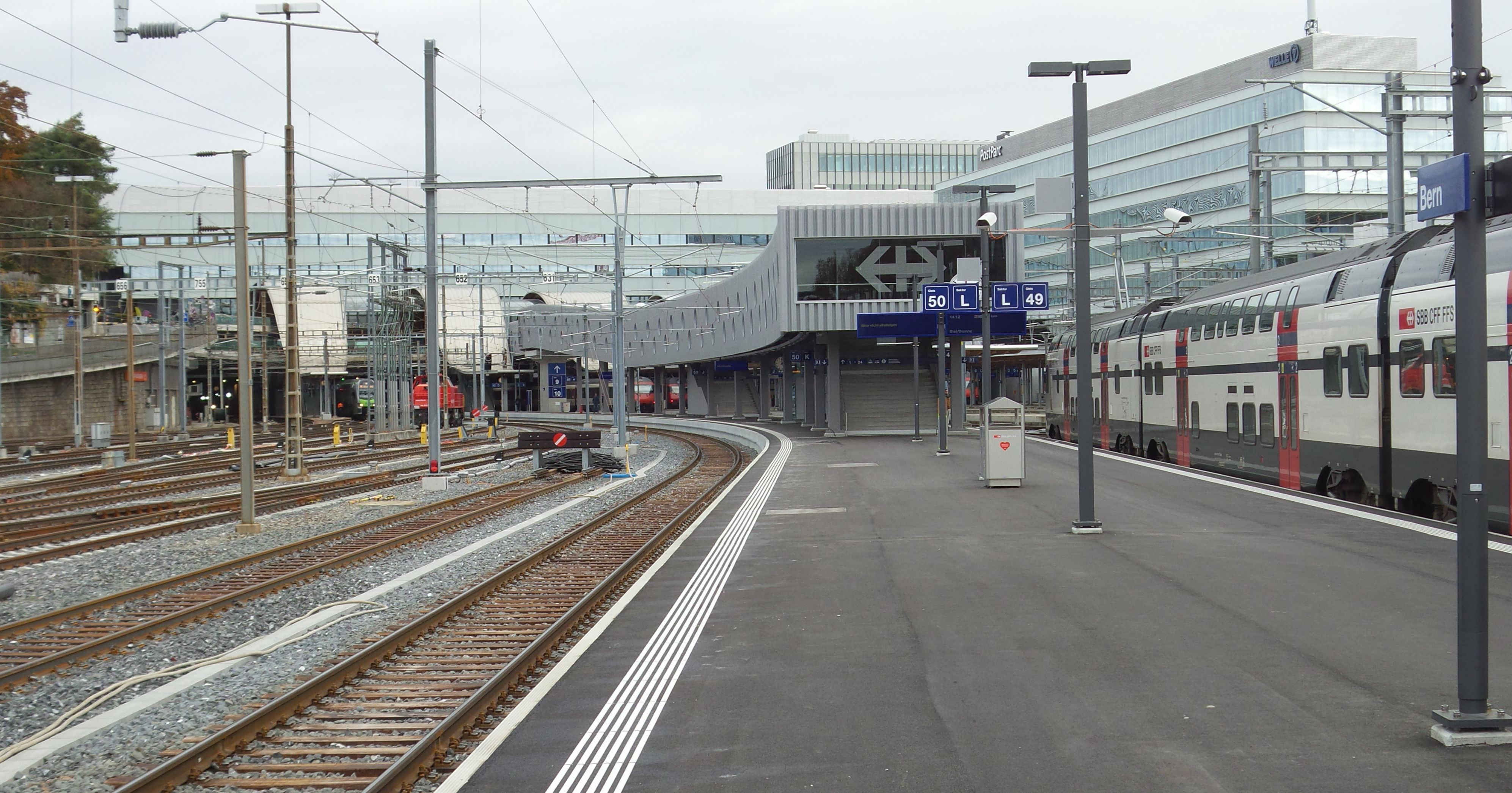
Verlängerter Teil des Perons der Haltebereiche Gleis 9 und 10 mit zusätzlichen Haltebereichen 49 und 50 und Fahrgastbrücke

Der jetzige Bahnhof stösst mit rund 269'000 Reisenden pro Werktag an seine Grenzen. Im Regionalverkehr gilt die Kapazität bereits heute (Stand: 2015) als erschöpft, im nationalen Verkehr soll die Grenze um 2030 erreicht werden. Bis 2030 wird eine Reisendenzunahme auf 375'000 Personen erwartet. Es bestehen deshalb Pläne für einen weiteren Ausbau, das Projekt «Zukunft Bahnhof Bern» (ZBB), ein Gemeinschaftsprojekt von Kanton und Stadt Bern, der SBB, der BLS, des RBS, von Bernmobil und weiteren Beteiligten.
In den frühen 1990er Jahren wurden erste Entwürfe für den Ausbau entwickelt.
Besonders akut ist das Problem beim RBS-Tiefbahnhof, der beim Bau für 16'000 Fahrgäste ausgelegt wurde, aber heute von rund 60'000 Passagieren täglich benutzt wird. Bis 2029 soll quer und 17 m tief unter den SBB-Gleisen ein neuer RBS-Tiefbahnhof mit zu den darüber liegenden parallelen Gleisen gebaut werden. An zwei 12 m breiten Mittelbahnsteigen sollen je zwei Gleise entstehen. Die Zufahrt soll über einen ein Kilometer langen unterirdischen Tunnel erfolgen. Zunächst ist ein Kopfbahnhof vorgesehen. Diese Lösung ermöglicht aber, die RBS später nach Westen zu verlängern. Ebenfalls ist eine neue Personenunterführung mit einem zweiten Bahnhofeingang vorgesehen. Die SBB machen den RBS-Bahnhof von ihrer Personenunterführung aus nach unten zugänglich und erstellen eine direkte Personenunterführung mit Hauptzugang beim westlicher gelegenen Bubenbergzentrum und einem Zugang ab der Länggasse. Der Baubeginn für den Neubau des Bubenbergzentrums erfolgte am 1. März 2022.
Am 17. Mai 2017 hat das Bundesamt für Verkehr die Plangenehmigung für den neuen Tiefbahnhof RBS und für die neue Unterführung der SBB erteilt. Der neue Tiefbahnhof RBS soll den bestehenden RBS-Bahnhof ersetzen. Das Vorhaben soll zwischen 2017 und 2029 umgesetzt werden. Die Kosten des Gesamtwerks belaufen sich auf gegen 1 Milliarde Franken. Davon übernimmt der Kanton Bern rund 400 Millionen Franken, der Bund rund 600 Millionen Franken.
Mit dem Bahnhofausbau werden bis 2035 zwischen Wankdorf und Ostermundigen sowie zwischen Bern West und Ausserholligen niveaufreie Entflechtungen (Tunnelbauwerke zur Reduktion von Abkreuzungskonflikten) erstellt, die der Kapazitätssteigerung dienen. Die Erstellung von weiteren Bahnhofsgleisen ist aktuell weder im Angebotsschritt 2035 geplant noch im folgenden Angebotsschritt angedacht.
Die Bauarbeiten, die bis 2029 dauern, haben am 3. Juli 2017 begonnen. Als erstes wurde der neue RBS-Tiefenbahnhof begonnen und seit November 2017 die neue Unterführung. Die Regierung der Stadt Bern will den Bahnhof und den Hirschengraben mit einem Fussgängertunnel verbinden. Bei einer Volksabstimmung am 7. März 2021 haben die Stimmberechtigten der Stadt Bern dem entsprechenden Ausführungskredit zugestimmt.
Um ohne grössere betriebliche Einschränkungen während des Umbaus Gleise sperren zu können, wurde im Herbst 2019 das Perron mit den Gleisen 9 und 10 an seinem westlichen Ende von ca. 400 Meter auf 785 Meter verlängert. Neu können an diesem Perron an jeder Seite zwei S-Bahn- oder Fernverkehrszüge hintereinander halten. Etwa die Hälfte der Verlängerung ist mit einer an die «Welle von Bern» angeschlossenen 8 Meter breiten Fahrgastbrücke (ähnlich einer Fluggastbrücke) überdacht. Von ihr führen zwei Treppen und ein Lift auf das Perron herab. Weil diese Lösung als Provisorium geplant war, wurde die Fahrgastbrücke in der Draufsicht geknickt geführt und zwischen zwei Wellendächern an die «Welle» angeschlossen. Das kurze Stück des Wellendachs über dem neuen Perronteil blieb somit von Eingriffen verschont.

## Bahnhofplatz

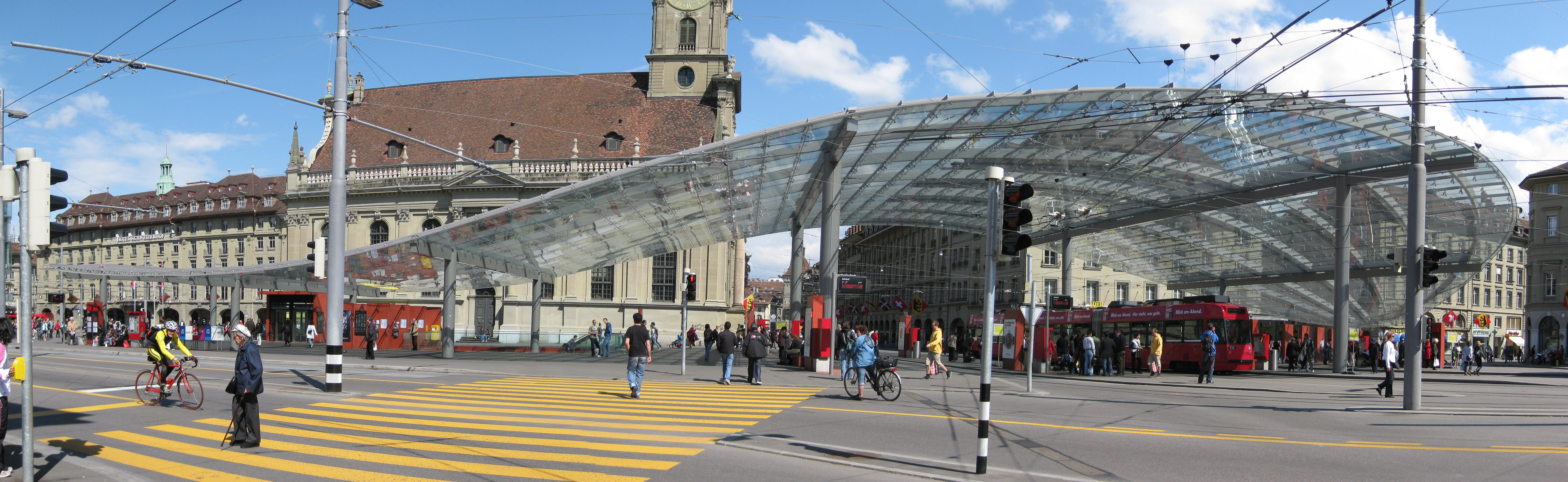
Bahnhofplatz Bern: nicht sichtbar der links liegende Bahnhof

Anfang 2007 wurde mit dem Umbau des Bahnhofplatzes begonnen. Die Arbeiten wurden am 31. Mai 2008, kurz vor der Fussball-Europameisterschaft 2008, abgeschlossen und mit einem Fest eingeweiht. Die Arbeiten umfassten unter anderem die Neugestaltung der Tram- und Bushaltestellen, den Bau eines Glasdaches – des Baldachins – über dem Bahnhofplatz, die Neugestaltung des Bubenbergplatzes und einen Ausbau der Christoffelunterführung.
Der Bahnhof Bern ist auch zentraler Knoten im städtischen Nahverkehr, alle Linien der Strassenbahn Bern und des Trolleybus Bern sind hier miteinander verknüpft. Die Tramhaltestelle auf dem Bahnhofplatz sowie die angrenzenden Wendeschleifen wurden bereits auf die längeren Züge von Tram Bern West (Tramlinien nach Bümpliz und Brünnen, die seit dem 12. Dezember 2010 in Betrieb sind) eingerichtet.
Über einen autofreien Bahnhofplatz wurde 1997 und 2009 jeweils eine städtische Abstimmung durchgeführt, welche zuletzt mit 51 Prozent Nein-Stimmen knapp abgelehnt wurde. Eine 2023 erschienene Studie der Regionalkonferenz Bern-Mittelland empfiehlt grundsätzlich, den Bahnhofplatz für den motorisierten Individualverkehr zu sperren. Im Februar 2024 wurde von der Berner Stadtregierung ein Zielbild für die zukünftige Nutzung vorgestellt, mit einem Zeithorizont bis 2035 und darüber hinaus. Nun will die Regierung einen kommunalen Richtplan erarbeiten lassen.

## Kontroversen

### Konflikte um die Nutzung des Bahnhofs als öffentlicher Raum
Am 18. Januar 1996 diskutierte der Berner Stadtrat einen Antrag des Gemeinderats Bern zur nächtlichen Schliessung des städtischen Teils des Bahnhofs Bern (Neuengass- und Christoffelunterführung) zwischen 0.30 und 4.30 Uhr. Der Antrag ging auf ein Anliegen der SBB zurück, die mit einer Schliessung ihres Bahnhofsteils Vandalenakten, Verschmutzung und Gewalt entgegenwirken wollten. Beabsichtigt war, eine Schliessung beider Bahnhofsteile zu koordinieren. Die Befürworter des Antrags waren dem bürgerlichen Lager zuzuordnen und argumentierten einerseits mit angeblich unzumutbaren Zuständen durch Obdachlose oder Drogenkonsumenten, andererseits warnten sie vor negativen Auswirkungen, falls die SBB ihren Bahnhofsteil einseitig schliessen sollten. Parteien der politischen Linken und Mitte lehnten den Antrag ab. Sie argumentierten, dass kein gravierendes Problem bestehe und dass als störend empfundene Personen mit einer Schliessung lediglich verdrängt würden. Der Antrag wurde mit 38 zu 33 Stimmen abgelehnt. Ein zweiter Antrag mit gleichem Anliegen scheiterte am 29. November 1996 mit den gleichen Argumenten und einem ähnlichen Stimmverhältnis (38 zu 32). Die SBB drohten im Zuge der Debatten mit einer einseitigen Schliessung ihres Bahnhofsteils. Um diese abzuwenden, beteiligte sich die Stadt Bern ab August 1996 vorerst mit 8790 Franken monatlich an den Sicherheitskosten der SBB. Ende Mai 1997 einigten sich die Stadt Bern und die SBB anstelle einer nächtlichen Schliessung des Bahnhofs Bern auf Patrouillen eines privaten Sicherheitsdiensts. Die Stadt verpflichtete sich, die Hälfte der anfallenden Kosten zu übernehmen sowie dem Überwachungskonzept fürsorgerische Massnahmen zur Seite zu stellen. Nach Beschwerden von Gewerbetreibenden wurde im Januar 2000 dennoch versuchsweise die Bubenberg-Passage über Nacht verriegelt.
Im Januar 2003 liess der Gemeinderat Bern sämtliche Sitzbänke in der Christoffelunterführung entfernen. Er führte dafür Ordnungsgründe an, namentlich dass die Bänke vermehrt von Obdachlosen, Alkohol- und Drogenabhängigen benutzt worden seien, die mit «Unordnung, Lärm und Bettelei» aufgefallen seien. Deshalb seien auch Reklamationen von Gewerbetreibenden und Bahnkunden erfolgt. Begleitend zur Entfernung der Sitzbänke sollte die Stadtpolizei vermehrt Kontrollen durchführen. Von der Demontage der Bänke betroffene Personen wehrten sich gegen die Vorwürfe und veranstalteten in der Unterführung eine Protestaktion mit einem mitgebrachten Tisch und Bänken. Auch linke Parteien kritisierten die «Vertreibungspolitik» und äusserten Befürchtungen, dass der Bahnhof zur «Konsummeile verkommen» könne. Im April desselben Jahres überreichten die Gassennahen Institutionen Bern der Finanzdirektorin Therese Frösch eine Petition, die den Wiederaufbau der entfernten Sitzbänke forderte. Für die Petition waren zuvor in der Christoffelunterführung bei wöchentlichen Sitzprotesten mit Melkschemeln Unterschriften gesammelt worden. Im November 2003 verlangte Daniele Jenni (Fraktion GB/JA/GPB) in einer Richtlinienmotion im Stadtrat, dass die Bänke wieder aufgestellt werden sollten. In seiner Antwort auf die Motion verteidigte der Gemeinderat die Aktion als Erfolg, da sich die als problematisch betrachtete Personengruppe zum Aufgang Burgerspital verschoben habe. In der parlamentarischen Debatte positionierte sich die Fraktion FDP/JF gegen die Sitzbänke mit dem Argument, dass nur Zugpassagiere ein Anrecht auf Aufenthalt im Bahnhof hätten. Zugunsten der Richtlinienmotion äusserten sich Parteien der Linken und der Mitte, die kritisierten, dass die Bänke nur wegen der Nutzung durch unliebsame Personen abgebaut worden seien. Die Richtlinienmotion wurde mit 35 zu 27 Stimmen bei 7 Enthaltungen angenommen. Der Gemeinderat Kurt Wasserfallen (FDP) entschied jedoch, lediglich Einzelsitze probeweise wieder aufzustellen.
Am 28. November 2003 erteilte die Stadtpolizei Bern an den Überresten der Stadtbefestigungen in der Christoffelunterführung eine Wegweisungsverfügung gegen diverse Personen, die ihnen in den darauffolgenden drei Monaten den Aufenthalt im Bahnhof Bern in Alkohol konsumierenden Gruppen untersagte. Die Wegweisung erfolgte dem Polizeisprecher Bruno Gurtner zufolge nach Beschwerden von Ladenbesitzern, da eine Szenebildung anders nicht habe verhindert werden können. Im Januar teilte der Stadtrat und Rechtsanwalt Daniele Jenni mit, dass 13 der weggewiesenen Personen bei der Direktion für öffentliche Sicherheit Beschwerde gegen die Verfügung eingereicht hätten. Er kritisierte «eine Missachtung von Grundrechten, erst noch eingebettet in weihnachtlichen Zusammenhang». Die Beschwerden sowie die Äusserungen von Jenni waren Teil der Debatte um die sogenannte Lex Wasserfallen. Auf Grundlage des 1998 eingeführten Wegweisungsartikels 29 des kantonalbernischen Polizeigesetzes konnten Personen, die die öffentliche Sicherheit oder Ordnung gefährdeten oder störten, für drei Monate von einem bestimmten Ort verwiesen werden. Jenni kritisierte, dass eine Störung oder Gefährdung von öffentlicher Ordnung und Sicherheit nicht klar definiert sei und deren Beurteilung somit in der subjektiven Wahrnehmung der Polizeikräfte liege. Er sah dadurch eine Einschränkung von Grundrechten wie der «Menschenwürde, Bewegungsfreiheit, Versammlungs- und Vereinigungsfreiheit sowie Nichtdiskriminierung aufgrund der Lebensform» nicht ausreichend begründet. Auch linke und grüne Parteien sowie Parteien der Mitte forderten im November 2003 einen Stopp oder eine Verminderung von Wegweisungen. Bis 2004 wurden gestützt auf den Artikel im Schritt jährlich gegen 800 Personen weggewiesen, die meisten davon rund um den Hauptbahnhof Bern. Nachdem die Beschwerde bei der Direktion für öffentliche Sicherheit abgelehnt worden war, zog Jenni den Fall durch sämtliche Gerichtsinstanzen bis ans Bundesgericht. Dieses wies die Beschwerde am 25. Januar 2006 ab und bekräftigte damit die Verfassungskonformität der Lex Wasserfallen. Das Bundesgericht befand dabei allerdings weder die Versammlung der Personen als Gruppe noch ihre Aufenthaltszeit im Bahnhof für problematisch. Erst durch ihr lärmiges und anstössiges Verhalten wurde dem Bundesgericht zufolge die öffentliche Sicherheit und Ordnung gestört, wodurch ein öffentliches Interesse an ihrer Wegweisung geltend gemacht werden könne und diese als verhältnismässig anzusehen sei.
Da ab 2003 die Wegweisungspraxis der Stadtpolizei vermehrt in der Kritik stand, wurden im Herbst 2004 das Projekt für Prävention, Intervention und Toleranz in der Stadt Bern (Pinto) nach Zürcher Vorbild und die Einrichtung eines «Alki-Stüblis» im Hauptbahnhof von Gemeinde- und Stadtrat Bern beschlossen. Das Interventionsprojekt Pinto sollte die Nutzungserfahrung öffentlicher Plätze für die Allgemeinheit verbessern, indem «[s]törendes Verhalten […] mit sozial- oder auch ordnungspolitischen Interventionen auf ein tolerierbares Mass reduziert» werden sollte. So sollten Wegweisungen nach der Lex Wasserfallen vermindert werden. Kritik gegenüber dem Projekt Pinto wurde vor allem vonseiten der Kirchlichen Gassenarbeit und der Gassennahen Institutionen laut: Sie lehnten eine Kombination von sozialer Arbeit und Intervention ab, da sie eine Vertreibung missliebiger Personen befürchteten. Trotzdem bewilligte der Stadtrat Bern das Projekt mit 59 zu 2 (ARP und GPB) Stimmen bei 9 Enthaltungen (GB). Als Standort für die Alkoholikerstube wurden die WC-Anlagen in der Christoffelunterführung gegenüber den Überresten der Stadtbefestigungen beschlossen, dies gegen den Widerstand des Finanzdirektors Kurt Wasserfallen. Dieser kritisierte den Standort direkt neben dem beliebten Treffpunkt der Alkoholikerszene sowie das Projekt generell. Auch die Verbände Hotelbern und Gastro Bern kritisierten den Standort, da sie um das Erscheinungsbild und die Attraktivität des Bahnhofs und der Stadt Bern fürchteten. Im Februar 2007 wurden die beiden bis dahin provisorischen Projekte vom Stadtrat definitiv eingeführt. Als aufgrund des Umbaus der Christoffelunterführung von 2007 bis 2008 für die Alkoholikerstube «La Gare» ein Umzug an die Effingerstrasse 4 als Notlösung angekündigt wurde, protestierten Gewerbetreibende an der Effingerstrasse, da sie Umsatzeinbussen befürchteten. Anstelle der Notlösung an der Effingerstrasse konnte «La Gare» schliesslich nach Ende des Umbaus an das Ostende der Bahnhofsplatte ziehen. Während die Verantwortlichen der Alkoholikerstube und des Projekts Pinto den neuen Standort aufgrund der Nähe zum Bahnhof befürworteten, kritisierten die Jungfreisinnigen, dass so auch der Bahnhofsneubau von Randständigen als Treffpunkt genutzt würde. Der Aufenthaltsraum «La Gare» besteht bis heute am Ostende der Bahnhofsplatte. Nach der kontroversen Wegweisungspolitik der frühen 2000er-Jahre wurde den Projekten Pinto und «La Gare» eine erfolgreiche Senkung der Wegweisungen zugeschrieben. So sanken die jährlichen Wegweisungen im Verlauf der 2010er-Jahre: 2019 wurde nur noch eine einzige Wegweisung ausgesprochen, bevor die Zahl im Coronajahr 2020 wieder leicht stieg.
Im Zuge des Umbaus des Bahnhofsplatzes inklusive der Christoffelunterführung von 2007 bis 2008 beschloss der Berner Stadtrat am 22. November 2007 mit grosser Mehrheit ein neues Reglement für den städtischen Teil des Hauptbahnhofs. Nachdem im Bahnhofsteil der SBB bereits ein Bettelverbot bestand, sollten nun mit dem neuen Reglement unter anderem das Betteln sowie Sitzen und Liegen auf Boden und Treppen auch auf dem städtischen Teil verboten werden. Das Komitee „Bahnhofsreglement Nein – Öffentlicher Raum für alle“, bestehend aus verschiedenen linken und grünen Parteien und Gruppierungen, ergriff daraufhin das Referendum. Es argumentierte, dass das neue Reglement sozial Schwache ausgrenze. Am 1. Juni wurde das neue Bahnhofsreglement in einer kommunalen Abstimmung mit 75,8 % Ja-Stimmen bei einer Stimmbeteiligung von 48,0 % angenommen.
Im Zuge der Installation von 500 neuen Sitzbänken in Bern liess die Stadt im August 2019 22 neue Bänke auf dem Bahnhofsplatz aufstellen. Die neuen Sitzbänke sollten hindernisfrei sein und die Attraktivität des Bahnhofsplatzes erhöhen. Nachdem zuvor Sitzbänke im Raum Bahnhof sukzessive entfernt worden waren, um Gruppenbildungen von randständigen Personen zu verhindern, wurde das Aufstellen neuer Bänke nun als Trendwende wahrgenommen. Ende Mai 2021 entfernte die Stadt Bern allerdings eine prominente Rundbank unter dem Baldachin wieder und begründete dies mit vermehrten Ansammlungen von Personen aus der Alkoholikerszene, die sich ungebührlich und aggressiv verhalten, Abfall verursacht und die Bank über längere Zeit belegt hätten. Seitens der Alternativen Linken und weiterer linker Parteien wurde die Demontage der Bank als Verdrängungspolitik kritisiert und gefordert, dass der öffentliche Raum im Stadtzentrum unterschiedlichen Personengruppen offenstehen müsse. Demgegenüber hiess Thomas Fuchs (SVP) die Massnahme gut und betonte, dass es genug andere Orte für Randständige gebe. Anders als bei der Entfernung von Sitzbänken 2003 liess der Berner Gemeinderat allerdings als Ersatz einzelne kleinere Sitzbänke aufstellen.
Seit Mitte Mai 2024 lassen die SBB am Eingang des Hauptbahnhofs versuchsweise über Lautsprecher klassische Musik abspielen. Vonseiten der SBB wurde betont, dass sich die Massnahme nicht gegen eine bestimmte Personengruppe richte, sondern Stau im Eingangsbereich vorbeugen solle. Da ähnliche Versuche in anderen Städten Europas, unter anderem im Bahnhof La Chaux-de-Fonds, allerdings zur Vertreibung missliebiger Personengruppen dienten, wurde die Massnahme in Bern ebenfalls in diesem Kontext wahrgenommen. Obwohl ein ähnlicher Versuch der SBB am Bahnhof La Chaux-de-Fonds zu Kritik und Vandalenakten geführt hatte, blieben starke Reaktionen in Bern aus. Gewerbetreibende am Bahnhofseingang zeigten sich optimistisch gegenüber dem Versuch.

## Destinationen der Züge

### Fernverkehr
- Basel SBB – Bern – Brig – Milano Centrale   TT
- Frankfurt – Basel SBB – (→ Bellinzona / ← Brig) – Milano Centrale   TT
- Interlaken Ost/Zürich HB – Basel SBB – Frankfurt am Main – Köln – Hamburg-Altona
- (Interlaken Ost –) Basel SBB – Braunschweig – Berlin

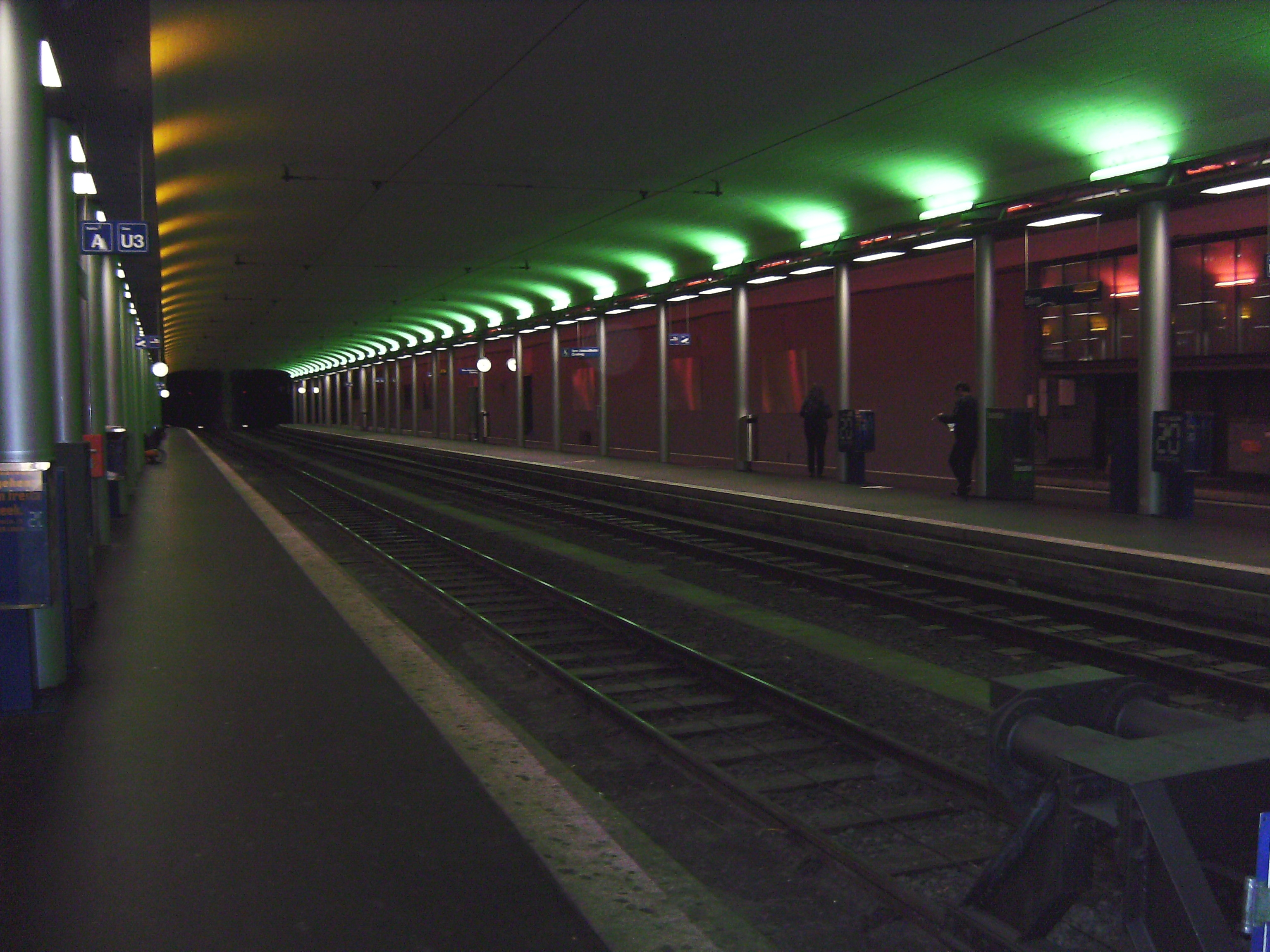
RBS-Tiefbahnhof

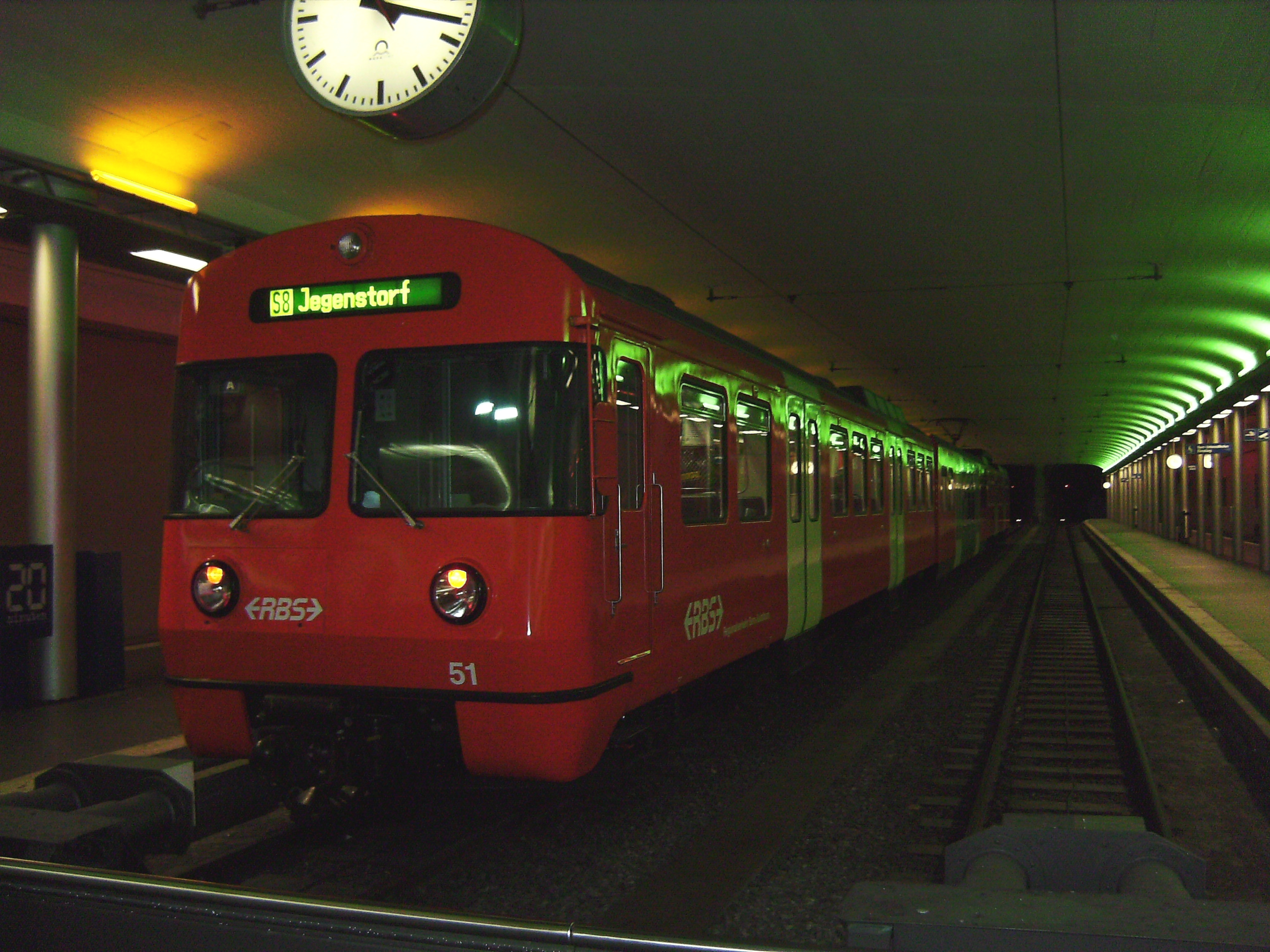
S8 der RBS im Bahnhof Bern

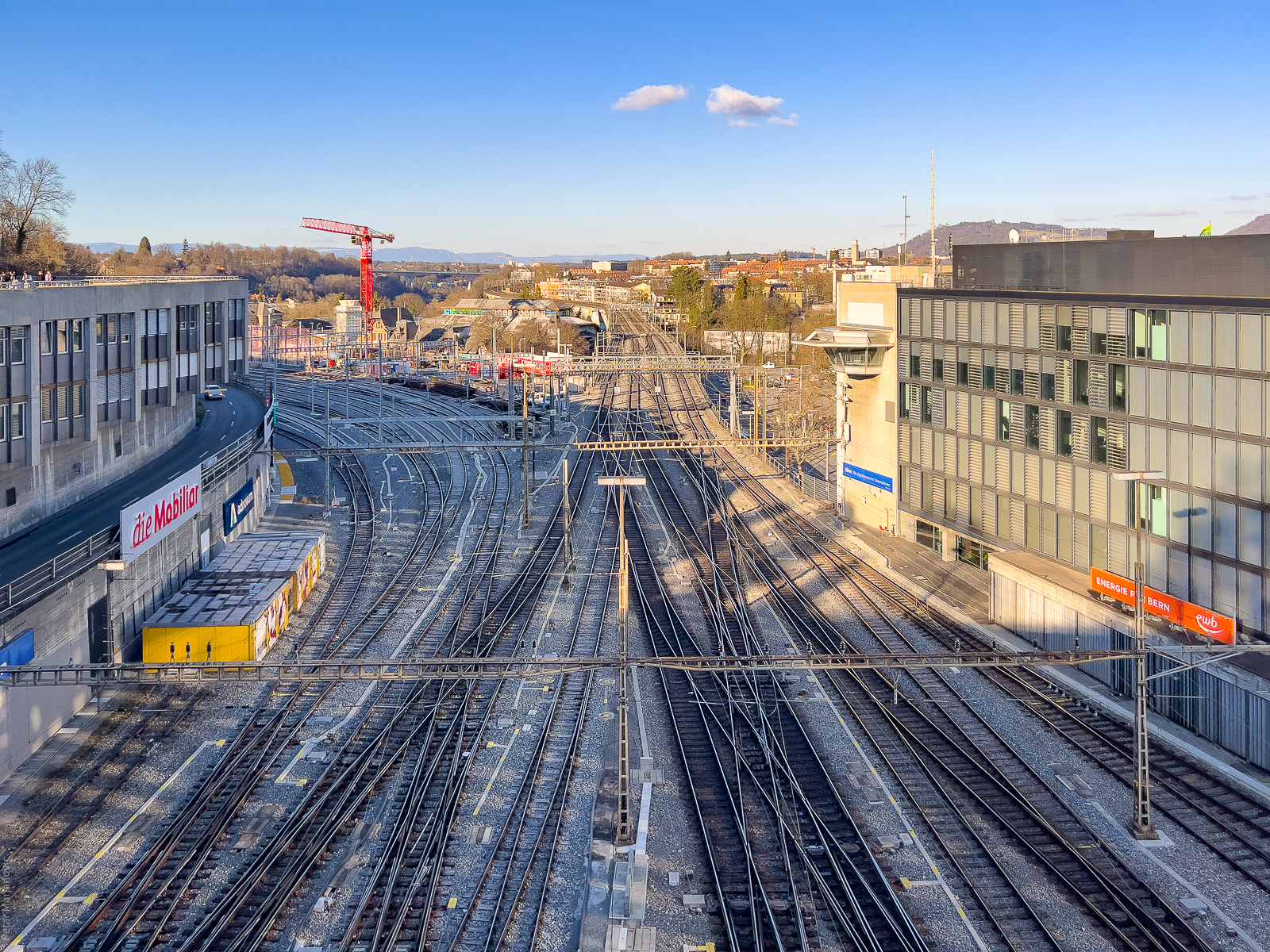
Ein Grossteil der Fernverkehrszüge verkehrt über den Nordausgang des Bahnhofs.

- Genève-Aéroport – Lausanne – Bern – Zürich HB – Chur verkehrt nur zweimal täglich am Wochenende
- 1 Genève-Aéroport – Bern – Zürich HB – St. Gallen   BZ FS RZ
- 6 Basel SBB – Bern – Brig ( oder ) ( oder FZ) BZ FS RZ
- 8 Brig – Bern – Zürich HB – Romanshorn   BZ FS RZ
- 61 Basel SBB – Bern – Interlaken Ost ( oder ) ( oder FZ) BZ FS RZ
- 81 Interlaken Ost – Bern – Zürich HB – Romanshorn   BZ FS RZ
- 15 Genève-Aéroport – Lausanne – Bern – Luzern
- 16 Bern – Olten – Brugg AG – Zürich HB
- 17 Bern – Burgdorf – Olten
- 35 Bern – Burgdorf – Olten – Zürich HB – Chur  FS  (Aare Linth)
- 65 Bern – Biel/Bienne
- 66 Bern – Neuchâtel – La Chaux-de-Fonds

### Regionalverkehr
- 1 Bern – Spiez – Brig (– Domodossola) (Alle 2 Stunden nach Domodossola)
- 1 Bern – Spiez – Zweisimmen
- 7 Luzern – Wolhusen – Konolfingen – Bern
- RE 2 Bern – Düdingen – Fribourg/Freiburg – Romont – Bulle – Broc-Village
- 5 Bern – Biberist RBS – Solothurn (RBS)

### S-Bahn Bern (Fahrplan 2022)
- S 1 Thun – Münsingen – Bern – Flamatt – Fribourg/Freiburg (BLS)
- S 2 Langnau i. E. – Konolfingen – Bern – Flamatt – Laupen BE (BLS)
- S 3 Belp – Bern – Lyss – Biel/Bienne (BLS)
- S 31 Belp – Bern – Münchenbuchsee (– Lyss – Biel/Bienne) (BLS)
- S 4 Thun – Belp – Bern – Burgdorf – Langnau i. E. (BLS)
- S 44 Thun – Belp – Bern – Burgdorf (Flügelung) – Sumiswald-Grünen / Solothurn (BLS)
- S 5 Bern – Kerzers (Flügelung) – Neuchâtel / Murten/Morat (– Payerne) (BLS)
- S 51 Bern – Bern Brünnen Westside (BLS)
- S 52 Bern – Kerzers (– Ins – Neuchâtel) (BLS)
- S 6 Bern – Köniz – Schwarzenburg (BLS)
- S 7 Bern – Bolligen – Worb Dorf (RBS) (HVZ-Verstärker Bern–Bolligen)
- S 8 Bern – Jegenstorf (– Solothurn) (RBS)
- S 9 Bern – Unterzollikofen (RBS)

### Eingestellte Destinationen (Auswahl)
Als letzter Nachtzug von der Schweiz nach Italien wurde der EuroNight  Luna (Zürich – Bern – Brig – Bologna – Florenz – Rom) auf den Fahrplanwechsel 12/13. Dezember 2009 eingestellt. Auf den Fahrplanwechsel im Dezember 2012 wurde zudem der EuroNight von Zürich über Bern – Freiburg – Lausanne – Genf – Perpignan – Girona nach Barcelona, der drei Mal wöchentlich verkehrte, eingestellt.